# Liste der Kulturdenkmale in Eineborn
Die Liste der Kulturdenkmale in Eineborn umfasst die als Einzeldenkmale, Bodendenkmale und Denkmalensembles erfassten Kulturdenkmale auf dem Gebiet der Gemeinde Eineborn im thüringischen Saale-Holzland-Kreis (Stand: Februar 2020). Die Angaben in der Liste ersetzen nicht die rechtsverbindliche Auskunft der zuständigen Denkmalschutzbehörde.

## Legende
- Bild: zeigt ein Bild des Kulturdenkmals und gegebenenfalls einen Link zu weiteren Fotos des Kulturdenkmals im Medienarchiv Wikimedia Commons
- Bezeichnung: Name, Bezeichnung oder die Art des Kulturdenkmals
- Lage: Wenn vorhanden Straßenname und Hausnummer des Kulturdenkmals; Grundsortierung der Liste erfolgt nach dieser Adresse. Der Link Karte führt zu verschiedenen Kartendarstellungen und nennt die Koordinaten des Kulturdenkmals.
 Kartenansicht, um Koordinaten zu setzen – in dieser Kartenansicht sind Kulturdenkmale ohne Koordinaten mit einem roten bzw. orangen Marker dargestellt und können in der Karte gesetzt werden. Kulturdenkmale ohne Bild sind mit einem blauen bzw. roten Marker gekennzeichnet, Kulturdenkmale mit Bild mit einem grünen bzw. orangen Marker.
- Datierung: gibt das Jahr der Fertigstellung beziehungsweise das Datum der Erstnennung oder den Zeitraum der Errichtung an
- Beschreibung: bauliche und geschichtliche Einzelheiten des Kulturdenkmals, vorzugsweise die Denkmaleigenschaften
- ID: Die ID identifiziert das Kulturdenkmal eindeutig. In Thüringen sind aktuell keine IDs veröffentlicht. In der ID-Spalte kann sich auch folgendes Icon  befinden, dies führt zu Angaben zu diesem Kulturdenkmal bei Wikidata.

## Kulturdenkmale in Eineborn
| Bild                           | Bezeichnung                                                              | Lage                     | Datierung | Beschreibung                                                                    | ID |
| ------------------------------ | ------------------------------------------------------------------------ | ------------------------ | --------- | ------------------------------------------------------------------------------- | -- |
| BW                             | Denkmalensemble                                                          | Dorfstraße 30–39 (Karte) |           | Gehöftzeile Dorfstraße 30–39 einschließlich vorgelagerter Straße auf Stützmauer |    |
| weitere Bilder Fotos hochladen | Kirche mit Ausstattung, Kirchhof und Einfriedung sowie Gefallenendenkmal | Dorfstraße (Karte)       |           |                                                                                 |    |
| BW                             | Alte Schule (Schulgebäude mit Nebengebäude und Ausstattung)              | Dorfstraße 7 (Karte)     |           |                                                                                 |    |
| BW                             | Gehöft                                                                   | Dorfstraße 19 (Karte)    |           |                                                                                 |    |
| BW                             | Gehöft                                                                   | Dorfstraße 25 (Karte)    |           |                                                                                 |    |
| BW                             | Landwarenhaus (Geschäftshaus mit Wandbild)                               | Dorfstraße 70 (Karte)    |           |                                                                                 |    |
| BW                             | Gehöft                                                                   | Dorfstraße 74 (Karte)    |           |                                                                                 |    |
| BW                             | Todesmarsch-Gedenkstein                                                  | Dorfstraße (Karte)       |           | östlich neben Zufahrt Grundstück Dorfstraße 80                                  |    |
| BW                             | Brücke                                                                   | Dorfstraße (Karte)       |           | von der Dorfstraße über den Bach zu Grundstück Dorfstraße 49                    |    |